# Chemin de fer Nyon–Saint-Cergue–Morez
Chemin de fer Nyon–Saint-Cergue–Morez (oficiální francouzský název Compagnie du chemin de fer Nyon-St-Cergue-Morez SA, zkratka NStCM) je soukromá železniční společnost v kantonu Vaud ve Švýcarsku, provozující stejnojmennou železniční trať s metrovým rozchodem kolejí. Trať o délce 27 km vede z Nyonu u Ženevského jezera do lázeňského střediska a střediska zimních sportů Saint-Cergue na vrcholcích Vaudského Jury a dále do La Cure, které se nachází přímo na francouzských hranicích. Pokračování dlouhé 12,1 km do vnitrozemí, končící ve stanici Morez na trati z Bourg-en-Bresse do Andelot-en-Montagne, bylo v roce 1958 zrušeno a nahrazeno autobusovou dopravou.

## Historie

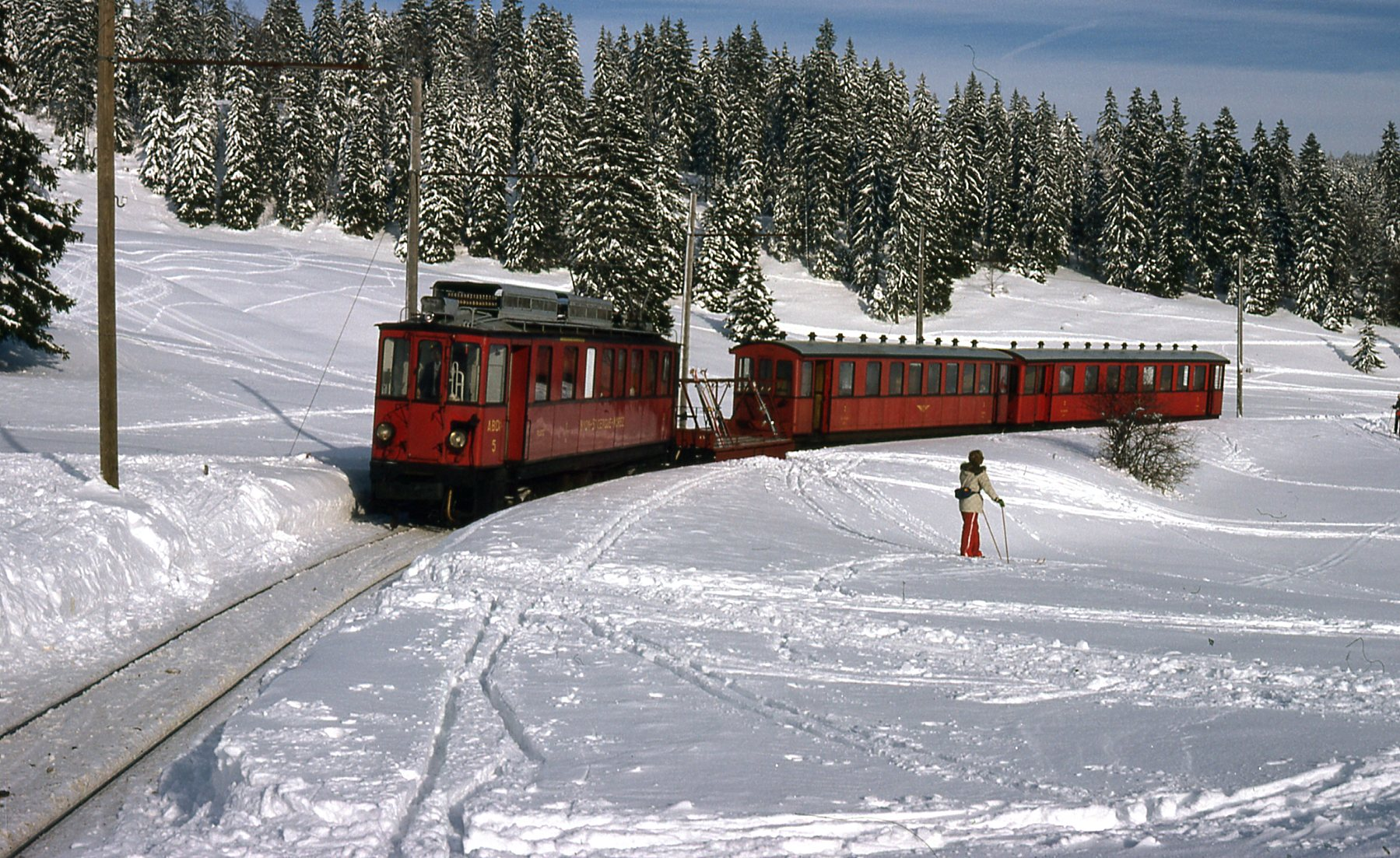
Osobní vlak u Saint-Cergue, před rekonstrukcí trati (cca 1980)

Již v roce 1899 udělily příslušné úřady povolení k výstavbě rozsáhlé sítě úzkorozchodných drah v západní části Vaudského Jury. Pod názvem Chemin de fer Nyon-Jura měly být vybudovány železniční tratě z Nyonu do Saint-Cergue, do Gingins a přes Le Vaud a Marchissy do Gimelu. Kvůli nedostatku finančních prostředků se zahájení stavby odkládalo, až bylo v roce 1910 rozhodnuto soustředit se na trať Nyon-St-Cergue-La Cure. Pozměněné plány byly schváleny v roce 1912 a o rok později byla schválena i francouzská spojovací trať.
Pařížská stavební společnost Dyle & Bacalan zahájila práce na konci roku 1912. Vedlejší důsledky první světové války (mobilizace ve Francii, nedostatek materiálu ve Švýcarsku) stavbu značně ztížily. Na francouzské straně se práce občas zcela zastavily. Nakonec byl první úsek z Nyonu do Saint-Cergue otevřen 12. července 1916, prodloužení do La Cure 18. srpna 1917 a konečná stanice v Nyonu byla slavnostně otevřena 11. listopadu 1917. Úsek La Cure – Morez následoval se značným zpožděním 7. března 1921.
Protože francouzská železniční společnost Chemins de fer Électriques du Jura (CFEJ) ještě nevlastnila žádná vozidla, provozovala zpočátku celou trať švýcarská společnost, která se proto nazývala Nyon–St-Cergue–Morez. Tento název si ponechala i v roce 1924, kdy CFEJ uvedla do provozu svůj první vlastní vůz.
Kvůli nepříznivému směnnému kurzu se mezinárodní doprava jen obtížně rozjížděla. Problémy NStCM způsobovala také rostoucí konkurence silniční dopravy. Dvacátá a třicátá léta se stala permanentní krizí. Během druhé světové války musel být úsek La Cure – Morez dvakrát dočasně uzavřen. Na druhou stranu na švýcarském úseku začal dlouho očekávaný vzestup, kterému napomohla první lanovka pro sáňkaře, otevřená v roce 1939. Výletní doprava do oblasti zimních sportů Col de la Givrine - La Dôle, která byla oblíbená i mezi běžkaři, se stále více rozvíjela a stávala se výnosnou.

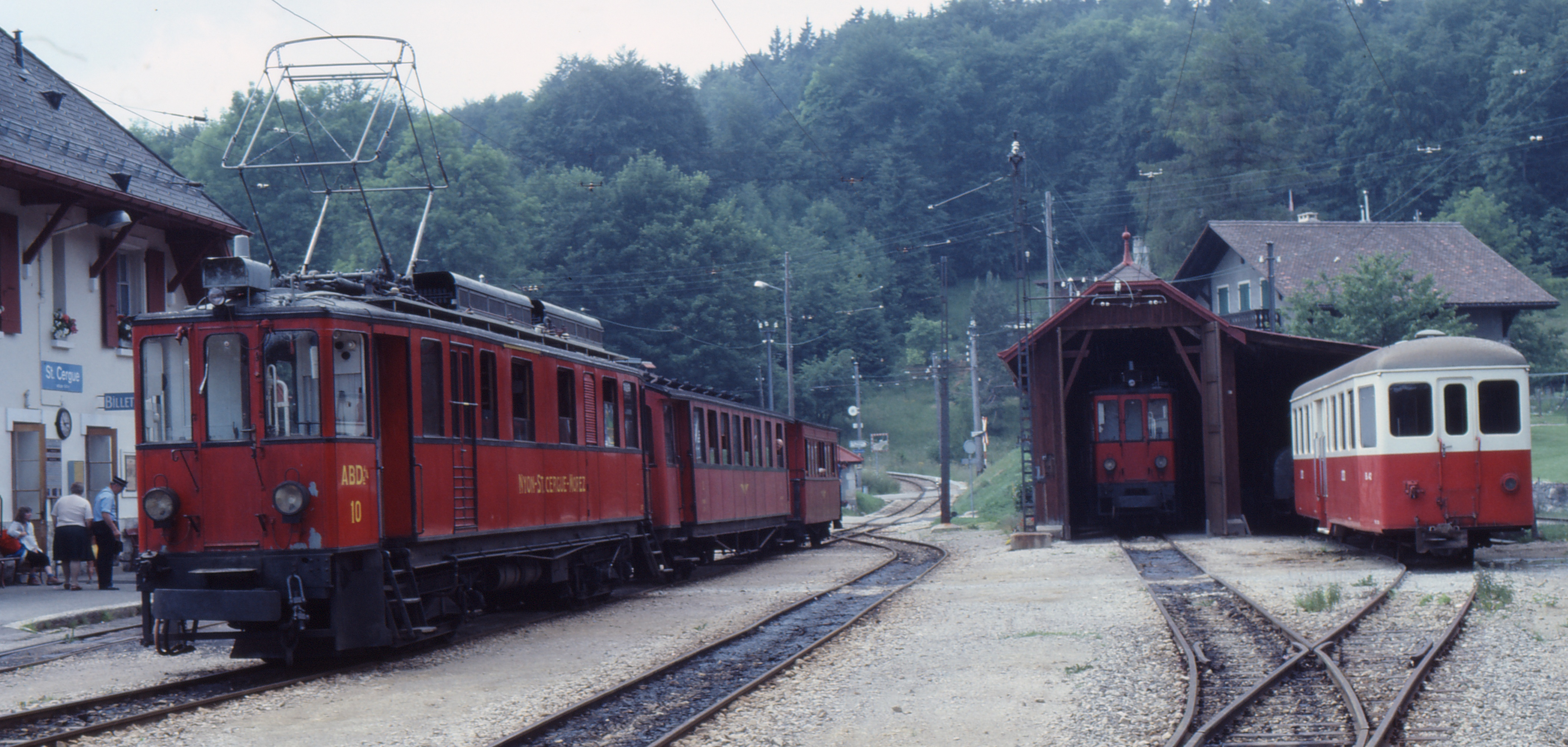
Stanice Saint-Cergue (1983)

Poté, co 27. září 1958 vyjel na francouzském úseku trati poslední vlak, začalo se i ve Švýcarsku diskutovat o možném uzavření trati Nyon – La Cure. Názory odborníků si často vzájemně odporovaly. Masivními protesty obyvatelstva se podařilo zabránit převodu na autobusy v roce 1972. Od sedmdesátých let počet cestujících neustále rostl, což vedlo ke konečnému rozhodnutí ve prospěch zachování železnice v roce 1982, které ukončilo stav nejistoty trvající dobrých dvacet let. Spolkové a kantonální dotace umožnily dlouho odkládanou modernizaci: NStCM kompletně obnovila trakční vedení a uvedla do provozu tři nové měnírny. Místo neobvyklého napětí 2200 voltů byla zvolena běžně používaná hodnota 1500 voltů. Zastaralé motorové vozy nahradily nové elektrické jednotky. Přejezdy byly zabezpečeny závorami a blikajícími světly, traťové zabezpečovací zařízení bylo instalováno v 90. letech 20. století.
V roce 2015 dodala společnost Stadler Rail čtyři nové elektrické jednotky se dvěma hnacími vozy, označené ABe 4/8 401-402 – 407-408. Současně bylo představeno nové logo a nové červenobílé barevné schéma. Upraveno byl také vnější barevné schéma starších vozidel.

## Průběh trati

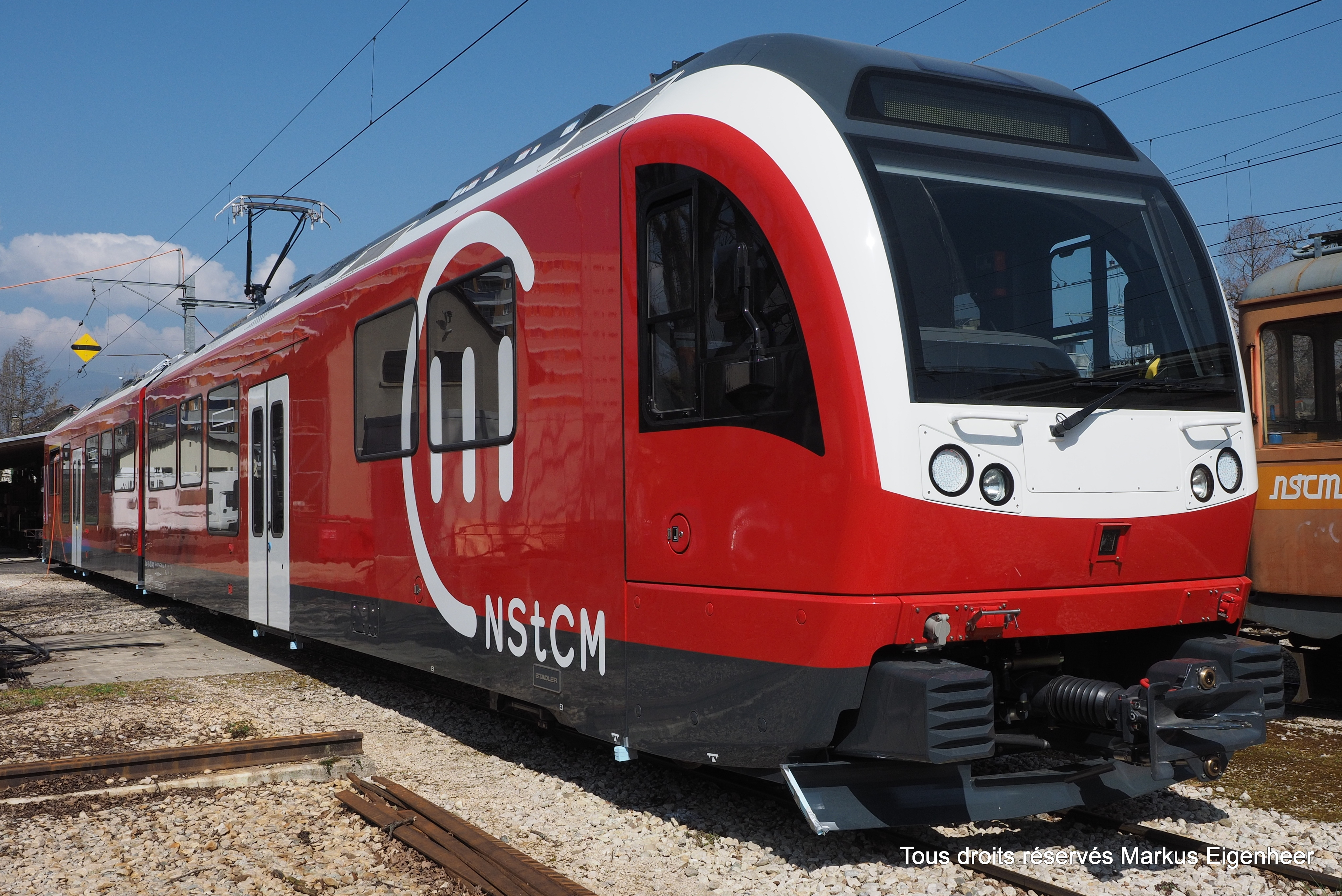
Nová elektrická jednotka Stadler ABe 4/8

Od července 2004 začíná NStCM v nově vybudované konečné stanici v Nyonu (395 m n. m.), která je umístěna v podzemí; dříve trať začínala před budovou nádraží na hlavní trati Lausanne–Ženeva. Dráha zpočátku vede převážně severním směrem a míjí depo Les Plantaz s přilehlými dílnami na okraji města. V blízkosti zastávky L’Asse se každoročně koná festival Paléo. Dále trať mírně stoupá na úpatí Jury a vede přes zastávky Trélex (501 m n. m.), Trélex Dépôt a Givrins (554 m n. m.) do Genolier (562 m n. m.).
Zde začíná vlastní horský úsek, který klikatě stoupá po jihovýchodním svahu Jury. Cestujícím se naskýtají výhledy na Ženevské jezero a Savojské Alpy až k Mont Blanc. V Arzier (842 m n. m.) se dráha stáčí na západ a přes členitý terén porostlý smíšeným lesem se dostává do Saint-Cergue (1047 m n. m.). V této nejdůležitější nácestné stanici se nachází depo se základnou drážní mechanizace, včetně odklízení sněhu. Odtud trať vede převážně otevřenou krajinou souběžně s hlavní silnicí. Vrchol Col de la Givrine je dosažen ve výšce 1233 m n. m., následuje krátký, ale strmý sjezd na konečnou stanici La Cure (1155 m n. m.) v typickém vysoko položeném údolí Jury.
Maximální sklon adhezní železnice je 60 ‰, nejmenší poloměr oblouku 70 m. Trať má v dolním úseku dva velké mosty, Viaduc de l’Asse (délka 74 m) a Viaduc de la Colline (110 m), a krátké tunely v Arzier a Saint-Cergue. Od začátku provozu je provozována na stejnosměrný proud. Napětí v trakčním vedení bylo v roce 1985 sníženo z 2200 V na 1500 V.
Francouzský úsek vedl z La Cure přes Les Rousses (1110 m n. m.) do Morez (701 m n. m.), procházel městečkem po hlavní silnici a končil u železniční stanice SNCF (734 m n. m.). K překonání hluboké rokle, vyhloubené řekou Bienne, bylo zapotřebí dvou tunelů.